# Lya Mara
Lya Mara (născută Aleksandra Gudowicz, n. 1/13 august 1893, Riga, Imperiul Rus – d. 1 noiembrie 1969, Lausanne, cantonul Vaud, Elveția) a fost o actriță germană de origine poloneză. A fost una dintre cele mai mari vedete ale cinematografiei germane din epoca filmului mut.

## Biografie
Lya Mara s-a născut ca Aleksandra Gudowicz într-o familie poloneză din Riga, Livonia. De tânără și-a dorit să devină chimistă, ca celebra (în aceea perioadă) Maria Skłodowska-Curie. Chiar înainte de Primul Război Mondial, în 1913, Lya Mara s-a mutat cu familia sa la Varșovia, deoarece Polonia și Letonia făceau parte din Imperiul Rus. Acolo, și-a început cariera ca dansatoare. 
La Varșovia, Lya Mara a jucat primul ei rol minor într-un film mut polonez de scurtmetraj de ficțiune Vrem un soț (Chcemy meza, 1916, ca Mia Mara) și la scurt timp în alt film Bestia (care a avut premiera pe 5 ianuarie 1917) și a fost regizat. de un regizor polonez de generație mai veche, Alexander Hertz. O altă actriță poloneză, Pola Negri, care a avut ulterior o carieră extraordinară în Germania și în America, a fost vedeta acestui film. Curând după acel film, Negri a plecat spre Berlin, iar Lya Mara a urmat-o. Aceste evenimente au avut loc în timpul Primului Război Mondial și după ce Polonia a fost ocupată în 1915 de germani, a devenit o parte a Imperiului German. 
Primul film al actriței Lya Mara în Germania a fost Halkas Gelöbnis (1918), realizat de un regizor austriac Alfred Halm, care a scris scenariul unui alt film în care a jucat, Jadwiga. Ambele filme au fost produse de tânărul și energicul regizor-producător Frederic Zelnik. Lya Mara s-a căsătorit cu Zelnik în 1918.

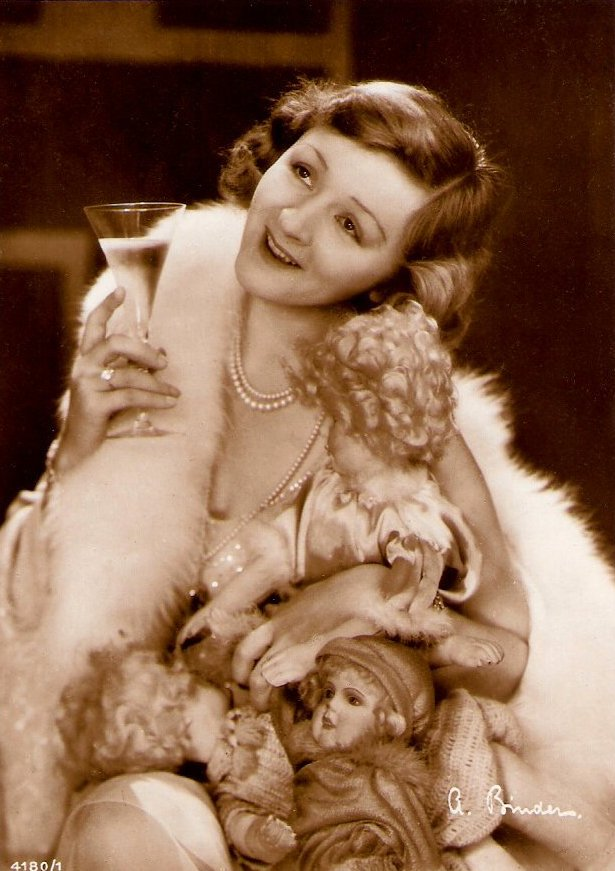
Lya Mara în 1929

Zelnik a promovat-o pe Mara ca o mare vedetă în Germania, aceasta jucând în principal în filmele pe care le-a regizat și produs. În 1920, compania de producție de film Zelnik a fost denumită Zelnik-Mara-Film GmbH. Mara a jucat în producții importante precum Charlotte Corday, Anna Karenina (1920) și Manon, atrăgând atenția publicului cu farmecul și tinerețea ei. Filme populare, în stil de operetă, ca de exemplu Dunărea Albastră (An der schönen blauen Donau, 1926), Die Försterchristl (1926), Das tanzende Wien (1927), Heut tanzt Mariett (1928) le-a adus celor doi un succes enorm în Germania, dar și peste hotare. Mara și Zelnik au devenit adevărate celebrități, primind acasă numeroși artiști cunoscuți. Popularitatea ei a fost cimentată în continuare de sute de fotografii emise sub formă de cărți poștale. 
Un accident grav de mașină la sfârșitul anilor 1920 i-a întrerupt cariera.
Mara nu s-a putut adapta profesional la noile condiții artistice după introducerea sunetului în cinematograie în 1929, în timp ce Zelnik a devenit primul regizor din Germania care a dublat filme străine. Singurul film sonor al actriței Lya Mara este Toți întreabă de Erika (Jeder fragt nach Erika, 1931) regizat tot de soțul ei. 
Când Hitler a preluat puterea în Germania (1933), Lya Mara a plecat cu Zelnik la Londra. 
Frederic Zelnik a murit la Londra la 29 noiembrie 1950. Mara și-a petrecut ultimii ani din viață în Elveția și a murit acolo la 1 martie 1960.

## Filmografie
- Chcemy męża (1916, ca Mia Mara)
- Wściekły rywal (1916, ca Mia Mara)
- Studenci (1916, ca Mia Mara)
- Bestia (1917, ca Mia Mara)[8]
- Halkas Gelöbnis (1918)
- Jadwiga (1918)
- The Serenyi (1918)
- Geschichte einer Gefallenen, Die (1918)
- Das Geschlecht der Schelme 1. Teil (1918)
- Die Nonne und der Harlekin (1918)
- Die Rothenburger / Leib und Seele (1918)
- Das Geschlecht der Schelme 2.  (1918)
- Charlotte Corday (1919)
- Maria Evere (1919)
- Die kleine Stasiewska (1919)
- The Heiress of the Count of Monte Cristo (1919)
- Das Haus der Unschuld (1919)
- Anna Karenina (1920)
- Eine Demimonde-Heirat (1920)
- The Princess of the Nile (1920)
- Yoshiwara (1920)
- Fanny Elssler (1920)
- Kri-Kri, the Duchess of Tarabac (1920)
- The Apache Chief (1920)
- Fasching (1920)
- Wer unter Euch ohne Sünde ist... (1920)
- Count Varenne's Lover (1921)
- Miss Beryll (1921)
- Memoirs of a Film Actress (1921)
- Trix, the Romance of a Millionairess (1921)
- Die Dame mit den Smaragden (1921)
- The Girl from Piccadilly (1921, în 2 părți)
- The Marriage of Princess Demidoff (1922)
- The Mistress of the King (1922)
- Yvette, the Fashion Princesss (1922)
- Tania, the Woman in Chains (1922)
- Napoleon's Daughter (1922)
- Insulted and Humiliated (1922)
- The Girl from Hell (1923)
- The Men of Sybill (1923)
- Lyda Ssanin (1923)
- Daisy (1923)
- Resurrection (1923)
- Nelly, the Bride Without a Husband (1924)
- The Mistress of Monbijou (1924)
- The Girl from Capri (1924)
- By Order of Pompadour (1924)
- Joyless Street (1925, nemenționată), cu Greta Garbo
- The Venus of Montmartre (1925)
- Die Kirschenzeit (1925)
- Women You Rarely Greet (1925)
- The Bohemian Dancer (1926)
- The Blue Danube (1926)
- Fadette (1926)
- The Gypsy Baron (1927)
- The Weavers (1927)
- Dancing Vienna (1927)
- Mariett Dances Today (1928)
- Mary Lou (1928)
- My Heart is a Jazz Band (1929)
- The Crimson Circle (1929)
- Jeder fragt nach Erika (1931)